# Hypersonic Missiles (album)
Hypersonic Missiles là album phòng thu đầu tay của nam nhạc sĩ người Anh Sam Fender. Album được phát hành thông qua Polydor Records vào ngày 13 tháng 9 năm 2019. Album bao gồm các đĩa đơn "Play God", "Leave Fast", "Dead Boys", "That Sound", "Hypersonic Missiles", "Will We Talk?" và "The Borders". Album nhận được nhiều lời khen ngợi từ đông đảo các nhà phê bình âm nhạc và ra mắt ở vị trí số 1 trên bảng xếp hạng album chính thức của Anh Quốc.

## Bối cảnh
Sam Fender lớn lên tại North Shields, một thị trấn nhỏ ở Newcastle upon Tyne. Anh bắt đầu trở nên hứng thú với những album của Bruce Springsteen sau khi được anh trai giới thiệu hai album Darkness on the Edge of Town và Born to Run của ông. Vào năm 13 tuổi, anh bắt đầu tự sáng tác nhạc với cảm hứng từ Springsteen, Oasis và Joni Mitchell. Fender cùng anh trai bắt đầu biểu diễn trong các buổi diễn trực tiếp vào đêm tại các quán cà phê, câu lạc bộ giải trí và các pub. Anh thường trình bày những bản hát lại các bài hát của Jimi Hendrix cùng những ca khúc indie rock của thập niên 2000. Sau khi lên 18 tuổi, anh bắt đầu biểu diễn trong những đêm nhạc có trả tiền tại các nhà hàng. Vào năm 2010, quản lý của Ben Howard chứng kiến Fender trình diễn và nhanh chóng trở thành quản lý của anh. Sau một số vai diễn ngắn trong các chương trình Vera và Wolfblood, Fender phát hành đĩa đơn đầu tay "Play God" vào ngày 30 tháng 3 năm 2017, trước khi phát hành lại ca khúc này vào tháng 1 năm 2019 để chuẩn bị cho sự kiện phát hành album. Bài hát trở thành đĩa đơn đầu tiên của Fender lọt vào các bảng xếp hạng, vươn đến vị trí thứ 51 tại Scotland và thứ 89 trên bảng xếp hạng UK Singles Chart. "Play God" cũng được đưa vào phần nhạc nền của trò chơi FIFA 19.
Vào năm 2018, Fender lọt vào danh sách rút gọn của cuộc bình chọn Sound of 2018 do đài BBC tổ chức, cùng với Billie Eilish, Khalid, Lewis Capaldi và người chiến thắng Sigrid. Anh ra mắt đĩa đơn "Dead Boys" trong chuyên mục Hottest Record in the World trên chương trình phát thanh của Annie Mac. Vào ngày 20 tháng 11 năm 2018, Fender phát hành EP đầu tay Dead Boys. Ba ca khúc "Dead Boys," "That Song" và "Leave Fast" của EP sau này cũng góp mặt trong Hypersonic Missiles. Bên cạnh việc phát hành EP, anh cũng khởi động một chuyến lưu diễn trong vai trò nghệ sĩ chính tại Anh Quốc. Chuyến lưu diễn bao gồm 3 đêm diễn tại "Omeara" ở Luân Đôn. Vào năm 2019, Fender thắng giải Critics' Choice tại lễ trao giải Brit lần thứ 39.
Vào ngày 6 tháng 3 năm 2019, Fender phát hành ca khúc chủ đề của Hypersonic Missiles. Bài hát được Fender mô tả là "một bản tình ca theo kiểu không chính thống." Vào ngày 6 tháng 7, anh phát hành đĩa đơn "Will We Talk?" và đưa ra thông báo về album mới. Ngoài ra, anh cũng thông báo về việc tổ chức chuyến lưu diễn lớn nhất trong sự nghiệp tại Anh Quốc vào thời điểm đó. Chuyến lưu diễn sau đó đã cháy vé và bao gồm hai đêm diễn tại O2 Brixton Academy cùng bốn đêm diễn tại O2 Academy Newcastle. Sau khi thông báo về việc phát hành album, Fender tham gia biểu diễn tại Lễ hội Mouth of the Tyne. Buổi diễn của anh trở thành buổi diễn có lượng vé bán hết nhanh nhất trong lịch sử của lễ hội âm nhạc này. Anh cũng trở thành nghệ sĩ mở màn cho các buổi diễn của Bob Dylan và Neil Young tại Công viên Hyde ở Luân Đôn.

## Âm nhạc và ca từ
Nhiều nhà phê bình so sánh Hypersonic Missiles với âm nhạc của Bruce Springsteen vì "tính chất trữ tình và những đoạn nhạc ngắn nói về sự chật vật của tầng lớp lao động" trong những sáng tác của Fender. Album cũng được nhiều nhà phê bình so sánh với âm nhạc của The Killers và Jeff Buckley vì đã hòa quyện những yếu tố của nhạc Americana, post-punk và pop rock. Fender mô tả bài hát chủ đề được lấy cảm hứng từ "một quả tên lửa do Nga mới phát triển, chuyển động với tốc độ [kiểu như] nhanh gấp chín lần tốc độ âm thanh". Nhân vật chính trong bài hát được anh mô tả là một "người đội mũ lá thiếc." "The Borders" là ca khúc yêu thích của Fender trong album. Anh cho biết ca khúc kể về "câu chuyện của hai chàng trai lớn lên cùng nhau và sau đó mỗi người đi một ngả." NME mô tả bài hát là "[khiến người nghe cảm thấy] như bị đấm vào ngực". The Guardian đã so sánh "những đoạn beat theo kiểu motorik gây buồn ngủ" và âm thanh của những thiết bị trống điện tử trong ca khúc "You're Not the Only One" với âm nhạc của The War on Drugs. Trong một bài phỏng vấn với tạp chí NME, Fender cho biết ca khúc "While Privilege" bàn luận về những quyền của bản thân anh, và phát biểu rằng đặc quyền của một người da trắng "đã ảnh hưởng đến thành công của tôi, chắc chắn rồi[.] Một chàng trai da trắng mang bên mình cây đàn ghi-ta, thật tuyệt vời và nguyên bản[.] Lại thêm một người [như thế] nữa đây này."
Để bày tỏ phản ứng trước việc một người bạn qua đời vì tự sát, Fender đã đề cập đến vấn nạn tự tử cũng như những căn bệnh liên quan đến sức khỏe tâm thần của nam giới trong ca khúc "Dead Boys". Bài hát được mô tả là một ca khúc "trần trụi" và "có tác dụng thanh lọc tâm trí." Fender cho biết ca khúc "Play God" "lấy bối cảnh là một hiện thực tồi tệ, tồn tại xen kẽ và có một số điểm tương đồng với thế giới của chúng ta." Bài hát "That Sound" được tạp chí NME nhận xét là "một [ca khúc] tôn vinh âm nhạc" và là "hành động giơ ngón giữa không mấy lịch sự trước mặt những kẻ thối mồm[.] [Những người này] thường ngóc đầu dậy ngay khi mọi thứ trong cuộc sống của bạn trở nên tốt đẹp, đặc biệt là vào lúc bạn [đi làm] trở về nhà." Tạp chí Clash mô tả ca khúc là "[một bản] power pop dứt khoát, bay vút lên với phần điệp khúc 'giòn tan', [và] thực sự [là] một con sâu bấu lấy tai bạn và tiếp tục vang vảng trong tâm trí bạn trong nhiều ngày."
Trong một đêm diễn tại Electric Brixton ở Luân Đôn, Fender mô tả "Saturday" là một ca khúc nói về việc "ghét chủ nhà [cho thuê] của bạn." "Will We Talk?" được mô tả là "một vụ nổ lớn gây choáng váng[.] [Nó] tràn đầy năng lượng, nhồi nhét nhiều giai điệu, mang phong cách rock'n'roll theo kiểu đập phá và chộp giật[.] [Ca khúc] khởi đầu bằng những đoạn trap rất mạnh và không hề trở nên kém mãnh liệt cho đến tận ba phút sau, khi những tiếng ghi-ta và tiếng đàn dây [bắt đầu] dịu bớt." Ca khúc kể về những cuộc tình một đêm và lấy cảm hứng từ câu lạc bộ đêm "The Cut" ở Newcastle. "Call Me Lover" nói về sự không chung thủy, cũng như về cuộc sống và những suy nghĩ của Fender khi ở tuổi 19. Bài hát lấy cảm hứng từ một cô gái mà nam ca sĩ đã quen biết từ trước, và được chính anh đánh giá là một trong số ít những "ca khúc nhạc pop" trong album. The Line of Best Fit mô tả ca khúc "Leave Fast" là "một nghiên cứu xuất sắc về nỗi sợ [khi sống ở] tỉnh lẻ." Bài hát bắt nguồn từ nỗi sợ bị mắc kẹt mãi mãi ở thị trấn quê nhà. Pitchfork nhận thấy rằng ca khúc "Use" được truyền cảm hứng từ âm nhạc của Nina Simone.

## Tiếp nhận phê bình
| Đánh giá chuyên môn  | Đánh giá chuyên môn |
| Điểm trung bình      | Điểm trung bình     |
| Nguồn                | Đánh giá            |
| -------------------- | ------------------- |
| Metacritic           | 81/100              |
| Nguồn đánh giá       |                     |
| Nguồn                | Đánh giá            |
| AllMusic             | [ 40 ]              |
| Clash                | 8/10                |
| The Guardian         | [ 27 ]              |
| The Independent      | [ 23 ]              |
| The Line of Best Fit | 8,5/10              |
| NME                  | [ 43 ]              |
| Pitchfork            | 6,1/10              |
| The Skinny           | [ 44 ]              |
| The Telegraph        | [ 45 ]              |

Hypersonic Missiles nhận được những đánh giá tích cực từ các nhà phê bình âm nhạc. Trên Metacritic, một trang đưa ra số điểm chuẩn trên thang 100 dựa trên các bài đánh giá của các xuất bản phẩm phổ biến, album nhận được điểm trung bình là 81 dựa trên 11 bài đánh giá, tương ứng với nhận xét "được tán dương rộng rãi". Alexis Petridis của The Guardian khen ngợi và gọi album là "nhạc rock không hoàn hảo theo một cách hoàn hảo". Jordan Basset của tạp chí NME đánh giá album đạt 4 trên 5 sao và nhận xét rằng "[tác phẩm] đầu tay của Geordie Springsteen đã làm rất tốt trong việc ghi chép lại sự nản lòng [với cuộc sống] ở một thị trấn nhỏ. Đó là lí do tại sao anh ấy [là một người] quan trọng đối với rất nhiều người [khác]. Album này không hoàn hảo, nhưng anh ấy là một phương thuốc được [khán giả] chào đón để thay thế cho những anh chàng [trông có vẻ] lịch sự và luôn mang bên mình chiếc guitar". AllMusic khẳng định rằng "album này [tự] bộc lộ rằng nó là một bản nhạc nền thích hợp cho những ngày nghỉ cuối tuần. [Nó] hướng đến và tìm kiếm giải pháp cho những hy vọng và sự nản lòng, với một sức mãnh liệt bền bỉ cùng những giai điệu khích động tiệm cận với sự thanh tâm." Trong một đánh giá trái chiều hơn, Joshua Copperman của Pitchfork cho rằng album thiếu tính trọng tâm và tràn ngập "những giai điệu cải biên với hầu hết là những ngôn từ sáo rỗng và mang tính công thức".

## Danh sách bài hát
Thông tin được lấy từ trang bán hàng trực tuyến của Sam Fender.
Tất cả các ca khúc được viết bởi Sam Fender.
| STT | Nhan đề                     | Sản xuất                 | Thời lượng |
| --- | --------------------------- | ------------------------ | ---------- |
| 1.  | "Hypersonic Missiles"       | Bramwell Bronte          | 3:57       |
| 2.  | "The Borders"               | Bronte                   | 5:32       |
| 3.  | "White Privilege"           | Bronte                   | 3:29       |
| 4.  | "Dead Boys"                 | Bronte                   | 3:23       |
| 5.  | "You're Not the Only One"   | Bronte                   | 4:35       |
| 6.  | "Play God"                  | Bronte                   | 3:45       |
| 7.  | "That Sound"                | Bronte                   | 3:25       |
| 8.  | "Saturday"                  | Bronte Rich Costey       | 3:01       |
| 9.  | "Will We Talk?"             | Bronte Sam Fender Costey | 2:42       |
| 10. | "Two People"                | Bronte                   | 3:56       |
| 11. | "Call Me Lover"             | Bronte Costey Fender     | 3:21       |
| 12. | "Leave Fast"                | Bronte                   | 3:44       |
| 13. | "Use" (biểu diễn trực tiếp) |                          | 3:31       |

## Những người thực hiện
Thông tin được lấy từ Discogs.
| - Sam Fender – hát, ghi-ta, bass, piano, synth, sản xuất (bài 9 và 11) - Dean Thompson – kỹ sư - Tom Ungerer – bass - Drew Michael – trống - Joe Atkinson – synthesizer, thiết kế âm thanh - Johnny 'Blue Hat' Davis – saxophone - John Waugh – saxophone | Danh sách bổ sung - Bramwell Bronte – sản xuất (tất cả bài hát), phối khí (bài 13) - Rich Costey – sản xuất (bài 8, 9 và 11), phối khí (bài 1–5, 7–11) - Barny Barnicott – phối khí (bài 6 và 12) - Joe LaPorta – master (bài 2, 5, 8 và 11) - Robin Schmidt – master (bài 1, 3–4, 6–7, 9 và 13) |

## Xếp hạng và chứng nhận
| Bảng xếp hạng (2019)                | Vị trí cao nhất |
| ----------------------------------- | --------------- |
| Album Anh Quốc (OCC)                | 1               |
| Album Áo (Ö3 Austria)               | 67              |
| Album Bỉ (Ultratop Vlaanderen)      | 14              |
| Album Bỉ (Ultratop Wallonie)        | 69              |
| Album Đức (Offizielle Top 100)      | 19              |
| Album Hà Lan (Album Top 100)        | 40              |
| Album Ireland (IRMA)                | 6               |
| Album Scotland (OCC)                | 1               |
| Album Thụy Sĩ (Schweizer Hitparade) | 19              |
| Úc (ARIA)                           | 62              |

| Bảng xếp hạng (2019) | Vị trí |
| -------------------- | ------ |
| Anh Quốc (OCC)       | 40     |

| Quốc gia                                                                           | Chứng nhận | Số đơn vị/doanh số chứng nhận |
| ---------------------------------------------------------------------------------- | ---------- | ----------------------------- |
| Anh Quốc (BPI)                                                                     | Vàng       | 100.000‡                      |
| * Chứng nhận dựa theo doanh số tiêu thụ. ^ Chứng nhận dựa theo doanh số nhập hàng. |            |                               |